# Black Raven
Black Raven ist eine deutsche Band aus Düsseldorf. Ihre Musik wird dem Rock ’n’ Roll zugeordnet, genauer dem Rockabilly oder Teddy Boy-Rock’n’Roll. Der Name der Band leitet sich von der gleichnamigen, in den 1970er Jahren bestehenden Rock-’n’-Roll-Bar in London, England ab.

## Geschichte
Gegründet wurde Black Raven im Jahre 1992 von Julian Wiethoff, Zlatko Tudja, Andy Tudja und Torsten Leyhausen. Der erste Auftritt fand im März 1993 in Neuss statt.
Black Raven gelten als erste international erfolgreiche sog. Revival-Rock’n’Roll-Band aus Deutschland. Die ersten internationalen Auftritte fanden bereits zwei Jahre nach Gründung 1994 in England statt, das als Mutterland der Revival-Rock’n’Roll-Bewegung der späten 70er und frühen 80er Jahre zu sehen ist. Hier sind vor allem Auftritte beim Teddy-Boy-Weekender in Great Yarmouth oder dem Blackpool-Rock’n’Roll-Weekender zu nennen.
Black Raven trat als Backing Band zusammen mit Graham Fenton von Matchbox, Sandy Ford von den Flying Saucers und Freddie Fingers Lee auf.
Als nationaler Karrierehöhepunkt dürfte die Teilnahme bei der ersten Jägermeister-Rockliga im Jahre 2004 zu sehen sein – einem Wettbewerb, bei dem 18 deutsche Bands gegeneinander antraten. Black Raven erreichte den dritten Platz, woraus ein Auftritt bei Rock am Ring 2005 neben u. a. Iron Maiden, Green Day, R.E.M., Mötley Crüe, Sonic Youth, The Hives, Slayer, Marilyn Manson, Mando Diao und den ebenfalls aus Düsseldorf stammenden Die Toten Hosen resultierte.
Die Band tritt vermehrt im europäischen Ausland auf, insbesondere in Skandinavien. Black Raven ist außerhalb Deutschlands bisher in 23 Ländern aufgetreten, u. a. in Japan, Brasilien, Russland und den USA.

## Zusammenarbeit mit Kris Kristofferson
2013 produzierte und veröffentlichte der US-amerikanische Country-Sänger, Songwriter und Schauspieler Kris Kristofferson ein Album der aktuellen Black-Raven-Besetzung unter dem Projektnamen Rocket to Stardom auf seinem Label KK Records. Das Debütalbum A Rockin' Tribute To Kris Kristofferson enthält 16 Rockabilly-Versionen von Kristoffersons Songs. Kristofferson unterstützte nicht nur das Projekt von Rocket to Stardom, sondern beteiligte sich auch, indem er seine Stimme für zwei Stücke, Under The Gun und I Hate Your Ugly Face, zur Verfügung stellte. Zusätzlich gab Kristoffersons Tochter, Kelly, ihr Aufnahme-Debüt auf dem Track Between Heaven And Here. 
In den Jahren 2013 und 2017 tourte die Band mit Kristofferson in Deutschland, sowohl als Vor- als auch als Backing-Band. 
Für das 2018er Album Rockbox Revival schenkte Kristofferson der Band einen bisher nicht veröffentlichten Song von ihm, If I Married A Hooker, in dessen Abspann Kristofferson auch zu hören ist.

## Diskografie

### Alben
- 1995: Raven’s Break Up
- 2001: No Way to Stop Me – I’m on Rock’n’Roll
- 2008: Rock in Threes!
- 2013: A Rockin' Tribute To Kris Kristofferson
- 2018: Rockbox Revival

### Singles und EPs
- 1994: Rock’n’Roll (EP)
- 1998: Fool’s Paradise (EP)
- 2004: She’s a Rocket (EP)
- 2018: Chrome Heart / You're Leaving Me
- 2019: Hawaii Five-O / Speedy Gonzales